# Saison 2017 de l'équipe cycliste Soul Brasil
La saison 2017 de l'équipe cycliste Soul Brasil est la huitième de cette équipe.

## Préparation de la saison 2017

### Arrivées et départs
| Arrivées         | Équipe 2016                   |
| ---------------- | ----------------------------- |
| Lauro Chaman     | Memorial-Santos-Fupes         |
| Caio Godoy       | Centre mondial du cyclisme    |
| Gideoni Monteiro | Memorial-Santos-Fupes         |
| Daniel Silva     | Rádio Popular-Boavista        |
| Gabriel Silva    | Clube Dataro-Gigantech        |
| André Gohr       | Centre mondial du cyclisme    |
| Victor Ranghetti |                               |
| Breno Morais     | UCI Iracemápolis              |
| Lincoln Silva    | Clube Maringaense de Ciclismo |
| Jordi Simón      | Verva ActiveJet               |

| Départs           | Équipe 2017            |
| ----------------- | ---------------------- |
| Otávio Bulgarelli |                        |
| Alex Diniz        |                        |
| João Gaspar       |                        |
| Nathan Mahler     |                        |
| Antonio Piedra    | Manzana Postobón       |
| Rodrigo Quirino   |                        |
| Kléber Ramos      |                        |
| Pablo Urtasun     | directeur sportif Ukyo |

## Coureurs et encadrement technique
| Cycliste           | Date de naissance | Nationalité | Équipe 2016                   |  |
| ------------------ | ----------------- | ----------- | ----------------------------- |  |
| Murilo Affonso     | 19 juin 1991      | Brésil      | Funvic Soul Cycles-Carrefour  |  |
| André Almeida      | 16 décembre 1992  | Brésil      | Funvic Soul Cycles-Carrefour  |  |
| Flávio Cardoso     | 12 octobre 1980   | Brésil      | Funvic Soul Cycles-Carrefour  |  |
| Lauro Chaman       | 25 juin 1987      | Brésil      | Memorial-Santos-Fupes         |  |
| Francisco Chamorro | 7 août 1981       | Argentine   | Funvic Soul Cycles-Carrefour  |  |
| André Gohr         | 15 août 1996      | Brésil      | Centre mondial du cyclisme    |  |
| Caio Godoy         | 24 avril 1995     | Brésil      | Centre mondial du cyclisme    |  |
| Carlos Manarelli   | 13 février 1989   | Brésil      | Funvic Soul Cycles-Carrefour  |  |
| Gideoni Monteiro   | 2 septembre 1989  | Brésil      | Memorial-Santos-Fupes         |  |
| Magno Nazaret      | 17 janvier 1986   | Brésil      | Funvic Soul Cycles-Carrefour  |  |
| Pedro Nicácio      | 13 octobre 1981   | Brésil      | Funvic Soul Cycles-Carrefour  |  |
| Victor Ranghetti   | 28 décembre 1998  | Brésil      |                               |  |
| Breno Morais       | 6 mars 1997       | Brésil      | UCI Iracemápolis              |  |
| Roberto Pinheiro   | 9 janvier 1983    | Brésil      | Funvic Soul Cycles-Carrefour  |  |
| Daniel Silva       | 8 juin 1985       | Portugal    | Rádio Popular-Boavista        |  |
| Gabriel Silva      | 6 mai 1997        | Brésil      | Clube Dataro-Gigantech        |  |
| Lincoln Silva      | 11 avril 1997     | Brésil      | Clube Maringaense de Ciclismo |  |
| Jordi Simón        | 6 septembre 1990  | Espagne     | Verva ActiveJet               |  |

## Bilan de la saison

### Victoires
| Date | Course | Pays | Classe | Vainqueur |
| ---- | ------ | ---- | ------ | --------- |

### Résultats sur les courses majeures
Les tableaux suivants représentent les résultats de l'équipe dans les principales courses du calendrier international dans lesquelles l'équipe bénéficie d'une invitation (les cinq classiques majeures et les trois grands tours). Pour chaque épreuve est indiqué le meilleur coureur de l'équipe, son classement ainsi que les accessits glanés par Soul Brasil sur les courses de trois semaines.

#### Classiques
| Classique            | Milan-San Remo | Tour des Flandres | Paris-Roubaix | Liège-Bastogne-Liège | Tour de Lombardie |
| -------------------- | -------------- | ----------------- | ------------- | -------------------- | ----------------- |
| Coureur (classement) |                |                   |               |                      |                   |

#### Grands tours
| Grand tour           | Tour d'Italie | Tour de France | Tour d'Espagne |
| -------------------- | ------------- | -------------- | -------------- |
| Coureur (classement) | non invitée   | non invitée    | non invitée    |
| Accessits            |               |                |                |